# Neagu Djuvara
Neagu Djuvara   (Bucarest, 31 d'agost de 1916 - Bucarest, 25 de gener de 2018) Neagu Bunea Djuvara (pronunciat en romanès: [ˈne̯aɡu d͡ʒjuˈvara]) va ser un historiador, assagista, filòsof, periodista, novel·lista i diplomàtic romanès.

## Biografia

### Primers anys de vida
Originari de Bucarest, descendia d'una família aristocràtica aromana. El seu pare, Marcel, graduat a la Universitat Tècnica de Berlín i capità del Cos d'Enginyers de l'Exèrcit Reial Romanès , va morir de la grip espanyola el 1918; la seva mare, Tinca, va ser l'últim descendent de la família Gradişteanu de boiars orígens (d'acord amb Djuvara, ella tenia a veure amb totes les famílies de boiars de Valaquia). Els oncles de Djuvara, Trandafir i Alexandru Djuvara, eren personatges públics notables. Djuvara va néixer durant la Primera Guerra Mundial; de petit, la seva família va ser refugiat a Iași després de l'ocupació del sud de Romania per les potències centrals, i després, a través de la Rússia imperial, a Bèlgica (on Trandafir Djuvara era ministre plenipotenciari).
Va assistir liceu a Niça, França, i es va graduar en Lletres (1937) i Dret (1940) per la Universitat de París (la seva tesi Llei va tractar l'antisemita legislació aprovada pels governs de rei Carol II de Romania). Djuvara va afirmar més tard que, en aquell moment, les seves simpaties polítiques es van desviar cap a l'extrema dreta: es va convertir en un partidari del moviment feixista romanès, la Guàrdia de Ferro, i va participar en els disturbis del febrer de 1934 contra el govern radical-socialista francès d'Édouard Daladier.
Durant la Segona Guerra Mundial, va tornar a Romania, on es va casar i va tenir una filla. Es va unir a les forces armades romaneses i va estar estacionat a Ploiești sota el govern nacional legionari de la Guàrdia de Ferro.
Després de l'establiment de la dictadura d'Ion Antonescu i l'inici de l'operació Barbarroja (vegeu Romania durant la Segona Guerra Mundial), com a oficial cadet, va lluitar al front oriental, va veure acció a Bassàrabia i Transnistria, abans de ser ferit al braç durant la batalla d'Odessa (1941). Va declarar que va renunciar al seu interès per l'extrema dreta després d'un diàleg de 1943 amb el seu també diplomàtic Victor Rădulescu-Pogoneanu, que va convèncer Djuvara perquè es convertís en "partidari de la democràcia parlamentària".

### Diplomàtic
Posteriorment, Djuvara va decidir sol·licitar un càrrec al cos diplomàtic, va guanyar el concurs i va ser enviat pel ministre d'Afers Exteriors, Mihai Antonescu, com a missatger diplomàtic a Suècia, el mateix dia que Ion Antonescu va ser derrocat per un cop d'estat i Romania es va retirar. de les Potències de l'Eix per unir-se als Aliats (23 d'agost de 1944). En aquesta qualitat, se li va encarregar que comuniqués a l'ambaixador romanès a Estocolm, Frederic Nanu, que havia de preguntar a la representant soviètica Alexandra Kollontai si els termes anteriors avançats per Joseph Stalin pel que fa a la pau amb Romania encara eren vàlids (també se li va dir a Nanu). no informar els aliats occidentals d'aquestes converses).
Parlant en retrospectiva, va argumentar contra les afirmacions fetes per Nanu, segons les quals Ion Antonescu havia indicat així la seva voluntat de dimitir i lliurar el lideratge de Romania al rei Miquel I. Segons Djuvara, l'última oferta soviètica per Antonescu va fer només petites concessions: tot el país havia de ser ocupat per l'Exèrcit Roig, amb l'excepció d'un comtat occidental aleatori (per funcionar com a centre administratiu provisional) i 15. es van donar dies al govern romanès per arribar a un armistici amb l'Alemanya nazi (Djuvara va considerar aquesta darrera expectativa especialment poc realista, ja que implicava que Alemanya abandonés conscientment el territori romanès al seu enemic). A més, Djuvara va indicar: "Ni jo ni Nanu vam tenir l'encàrrec de signar cap document, de llançar-nos a cap procés de pau".
Nomenat secretari de la legació a Estocolm per l'executiu de Constantin Sănătescu, Djuvara va ser destituït pels nous funcionaris del Partit Comunista Romanès després del nomenament d'Ana Pauker com a ministra d'Afers Exteriors (1947).

### Exili
Després d'haver estat implicat in absentia en la sèrie de judicis espectacle inaugurats arran de la Romania comunista per l'Afer Tămădău, acusat d'espia va decidir quedar-se a l'estranger. Va marxar a París i posteriorment es va implicar en la defensa de causes polítiques anticomunistes i en la concentració d'intel·lectuals exiliats. Breument emprat per l'Organització Internacional per als Refugiats, Djuvara es va involucrar amb el cos dels exiliats romanesos, el Comitè Nacional Romanès, i va ajudar a organitzar caigudes de paracaigudistes voluntaris assistits pels nord-americans en suport de la resistència anticomunista romanesa (la majoria dels quals van ser capturats pel Seguretat). Va renunciar al seu càrrec el 1951, i posteriorment va treballar per a la revista d'exili Casa Românească.
El 1961, es va instal·lar a Níger, exercint com a assessor del Ministeri d'Afers Exteriors del país (ampliant un contracte de dos anys fins al 1984), i va ser professor de Dret Internacional i Història Econòmica a la Universitat de Niamey. Djuvara era un conegut del president Hamani Diori, i sobretot el va acompanyar de servei oficial a Addis Abeba, assistint a la sessió inaugural de l'Organització de la Unitat Africana (1963). Després d'haver començat ja a perfeccionar els seus estudis de Filosofia a París, va rebre un doctorat d'estat de la Sorbona en Filosofia de la història (amb la tesi Civilizations et lois historiques, dirigida per Raymond Aron). Posteriorment va ser diplomat en Filologia per l'INALCO.
Després de 1984, va tornar a Europa, reprèn les seves activitats amb Casa Românească i altres institucions culturals romaneses a l'exili. Djuvara va ser un col·laborador actiu de Radio Free Europe i va dividir el seu temps entre París i Múnic (viatjant ocasionalment al Canadà i als Estats Units).

### Post-1989
Djuvara va tornar al seu país natal poc després de la revolució romanesa de 1989. Entre 1991 i 1998, va ser professor associat a la Universitat de Bucarest. Durant la dècada de 1990, va ser un destacat crític de l'evolució política romanesa, i especialment de la Mineriada i el govern del Front de Salvació Nacional.
Més tard es va unir al Partit Nacional Liberal, i va expressar la seva preocupació perquè el president Traian Băsescu no pogués completar les reformes previstes arran de l'adhesió de Romania a la Unió Europea, així com la seva creença que l'antiga Securitat encara estava en una posició. de poder. També va adoptar una postura conservadora en els afers europeus, sent un crític vocal del multiculturalisme europeu. L'agost de 2016, Djuvara va fer 100 anys, i en l'ocasió va ser nomenat cavaller de l'Ordre de l'Estrella de Romania. La seva última aparició pública va ser el 5 de desembre de 2017, quan en una entrevista va expressar el seu dolor per la desaparició del rei Miquel. Va morir d'una pneumònia a Bucarest el 25 de gener de 2018, a l'edat de 101 anys i 147 dies. Djuvara va sobreviure a la seva filla, nétes i besnétes.

## Feina d'historiador
La major part de l'obra de Djuvara es refereix a la història de Romania i la del poble romanès, encara que va publicar obres significatives relacionades amb la filosofia de la història, en particular qüestionant l'existència del que va anomenar "història veraç".
Pel que fa a la història romanesa, Djuvara va defensar una investigació continuada i extensa sobre el que creia que era un territori encara inexplorat. Les seves opinions sovint eren vistes com una soscava la identitat nacional romanesa, principalment perquè va expressar dubtes sobre l'exactitud científica de la majoria de les investigacions històriques fetes a Romania des de la unificació de 1918, i va plantejar hipòtesis controvertides sobre l'origen dels romanesos, com ara l'avenç. la teoria que la gran majoria de la noblesa dels estats medievals que conformaven el territori de l'actual Romania era d'origen cumà.
També va publicar àmpliament sobre la relació entre la seva Romania natal i Europa, situant el país políticament i culturalment "entre Orient i Occident", citant-lo com "l'últim a entrar en el que comunament s'anomena l'europeu". concert ", fent referència no a l'adhesió de Romania a la Unió Europea el 2007, sinó al canvi d'orientació del país cap a l'adopció d'un model polític i cultural occidental. Ha expressat la seva preocupació pel que fa al multiculturalisme a Europa, una política que considera perjudicial per a l'estabilitat dins de la UE.
Va ser un crític del que considerava una actitud excessivament pro-occidental a la política romanesa, suggerint que la societat i la cultura romanesa no es podien classificar com a occidentals, citant l'ortodòxia com la religió predominant, la presència de molts elements no llatins a la llengua romanesa moderna i la història del país en els darrers segles com a arguments.
També va escriure sobre el que va anomenar l'" hegemonia americana" i les seves premisses, analitzant la influència que els Estats Units i la seva política exterior han tingut sobre el món i, més concretament, sobre Europa. Va caracteritzar els esforços dels Estats Units per establir allò que s'assembla a una hegemonia a Europa i altres parts del món com una "Guerra dels Setanta-Set Anys" lliurada durant la major part del segle xx.
Djuvara es pot veure com un divulgador i "desmitificador" de la història, ja que ha publicat llibres dirigits a un públic més jove, així com llibres que busquen explicar la base històrica de figures mítiques com Dràcula o Negru Vodă. També va publicar records del seu exili, relatant la seva vida i obra a París, França, i Niamey, Níger.